# Clay Banks
Clay Banks – miasto w Stanach Zjednoczonych, w stanie Wisconsin, w hrabstwie Door.